# Kazi Salahuddin
Kazi Salahuddin, beng. কাজী সালাউদ্দিন (ur. 23 września 1953 w Dhace) – banglijski piłkarz grający na pozycji napastnika, trener piłkarski.

## Kariera piłkarska

### Kariera klubowa
Od 1968 do 1970 występował w miejscowych klubach Dilkusha Club, Wari Club i Dhaka Mohammedan, uczestniczących w rozgrywkach o mistrzostwo Bengalu Wschodniego.
W składzie Swadhin Bangla grał na terenie Indii, aby zebrać fundusze w czasie wojny wyzwoleńczej w Bangladeszu w 1971 roku. Po uzyskaniu niepodległości Bangladeszu, od 1972 do 1975 występował w Dhaka Abahani. Był pierwszym banglijskim piłkarzem, który w 1975 wyjechał za granicę, gdzie podpisał kontrakt z Caroline Hill FC z Hongkongu. W 1976 powrócił do Dhaka Abahani, w którym w 1984 zakończył karierę piłkarską.

### Kariera reprezentacyjna
W latach 1975–1983 bronił barw narodowej reprezentacji Bangladeszu.

## Kariera trenerska
Po zakończeniu kariery piłkarskiej rozpoczął karierę szkoleniową. Od 1985 do 1987 trenował rodzimy klub Dhaka Abahani. W 1985 również prowadził narodową reprezentację Bangladeszu. W 1988 roku ponownie został głównym trenerem reprezentacji Bangladeszu, a potem ponownie pracował w klubie Dhaka Abahani. W 1993 po raz trzeci stał na czele reprezentacji. W 1994 kierował Muktijoddha Sangsad KC.
W 2003 roku został wybrany na wiceprezesa Federacji Piłkarskiej Bangladeszu, a następnie został prezesem Komitetu Zarządzającego narodowymi drużynami. Potem podał się do dymisji po kontrowersyjnej decyzji prezydenta Federacji wybrania Amirul Islam Babu selekcjonerem reprezentacji U-20. Później, 28 kwietnia 2008 roku Kazi Salahuddin został wybrany na prezydenta Banglijskiego Związku Piłki Nożnej. 3 października 2009 został wybrany na prezydenta SAFF.